# Cucullia clauda
Cucullia clauda är en fjärilsart som beskrevs av Walker 1857. Cucullia clauda ingår i släktet Cucullia och familjen nattflyn. Inga underarter finns listade i Catalogue of Life.